# 里特利山
62°40′16″S 60°55′06″W / 62.67111°S 60.91833°W

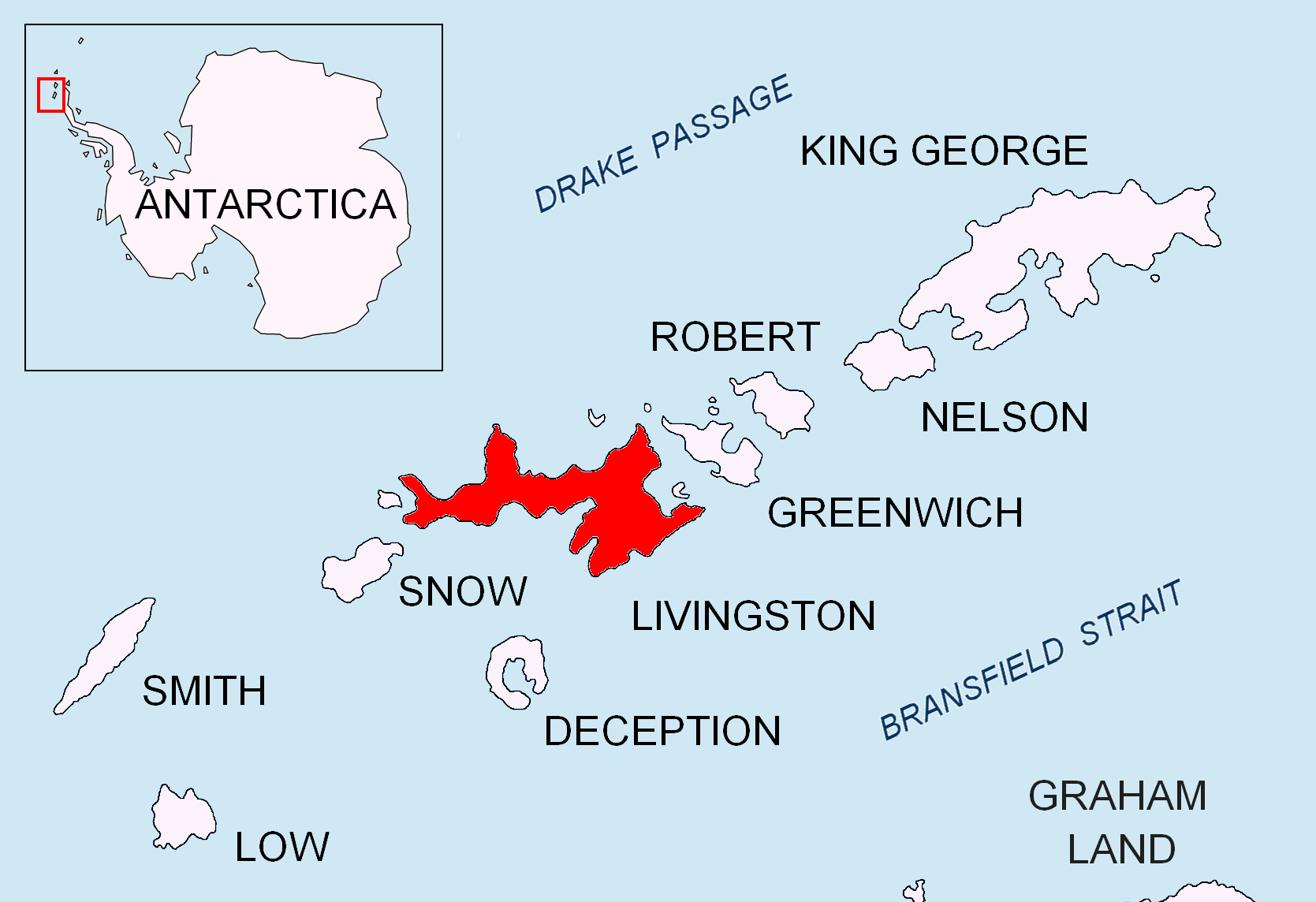

里特利山是南極洲的山峰，位於南設得蘭群島的利文斯頓島，處於里什角以東0.7公里和克拉克冰原島峰西南面0.6公里，海拔高度45米，現時由南極條約體系管理。

## 外部連結
- Península Byers, Isla Livingston. Mapa topográfico a escala 1:25000. Madrid: Servicio Geográfico del Ejército, 1992.
- Ritli Hill. （页面存档备份，存于） SCAR